# 에딘버러 센트럴 (영국 의회 선거구)
에딘버러 센트럴(영어: Edinburgh Central)은 1885년부터 2005년까지 존재했던 영국 하원의 선거구였다. 이 선거구는 소선거구제로 1명을 선출하였다. 1999년에 스코틀랜드 의회는 이 선거구와 동일한 선거구(에딘버러 센트럴)를 성립하였다.

## 역사
'에딘버러 센트럴'은 여러 주요 인물들이 출마해 당선되거나 낙선하였다. 1886년에 맥주회사인 매큐언스 설립자인 윌리엄 매큐언이 자유당 소속으로 출마해 당선되었다. 1900년에는 셜록 홈즈의 저자인 아서 코난 도일이 자유통일당 소속으로 출마했으나 10%차로 낙선하였다. 1987년에는 뒷날 재무장관을 지낸 앨리스테어 달링이 출마해 당선, 이후 선거구가 폐지될 때까지 의원을 지냈다.